# Chayban
Chayban ou Chiban (mongol : Шибан Šiban; ouzbek : Shaybon / Шайбон; peut-être une variante mongole de Stéphane – grec : stephanos, signifiant "couronne" –[réf. nécessaire], selon Paul Pelliot), fils de Djötchi, petit-fils de Gengis Khan et frère de Batu, Orda et Berké, mort en 1266.
Le 12 avril 1241, il s'était illustré sous les ordres de son frère Batu et du général Subötaï à la bataille de Mohi en Hongrie.
D'après Abulghazi Bahadur, il eut un khanat au sud-est de l'Oural, situé entre celui de Batu, khan de la Horde d'Or et celui d'Orda, de la Horde blanche.
Ce sont surtout ses descendants, les Chaybanides qui sont connus pour avoir renversé en 1507 le dernier des Timourides, les descendants de Tamerlan, et établi des khanats en Ouzbékistan.